# Lucas Jade Zumann
Lucas Jade Zumann, född 12 december 2000 i Chicago, är en amerikansk skådespelare.
Zumann har bland annat medverkat i filmerna Alla tiders kvinnor från 2016 och Every Day från 2018. Han har även medverkat i TV-serien Jag heter Anne (2017–2019).

## Filmografi (i urval)
- 2016: Alla tiders kvinnor
- 2017–2019: Jag heter Anne
- 2018: Every Day